# Ancistrus verecundus
Az Ancistrus verecundus a sugarasúszójú halak (Actinopterygii) osztályának harcsaalakúak (Siluriformes) rendjébe, ezen belül a tepsifejűharcsa-félék (Loricariidae) családjába tartozó faj.

## Előfordulása
Az Ancistrus verecundus Dél-Amerikában fordul elő. Az elterjedési területe kizárólag a brazíliai Madeira folyómedence felső részén található meg. Brazília egyik endemikus hala.

## Megjelenése
Ez a tepsifejűharcsafaj legfeljebb 5,5 centiméter hosszú. A hátúszóján és a farok alatti úszóján, csak egy-egy tüske látható. A hátúszóján 7-8 és a farok alatti úszóján 4 sugár van. Nincsen zsírúszója; helyébe 3-5 kis csontos lemezke, taréjszerű képződményt alkot. Az ajkai körül a pofája csupasz. A tapogatónyúlványai nagyon rövidek, egyes példányoknál akár hiányozhatnak is.

## Életmódja
A trópusi édesvizeket kedveli. Az Ancistrus verecundus, mint a többi algaevő harcsafaj, a víz fenekén él és keresi meg a táplálékát.